# Котов, Николай Георгиевич (футболист)
Николай Георгиевич Котов (4 ноября 1921 года, Стародуб, Московская область — 20 января 2002, Москва) — советский спортсмен, игрок в хоккей с шайбой (нападающий), футбол (защитник). Тренер (футбол). Мастер спорта СССР по футболу (1946).

## Биография
Футболистом играл за московские команды чемпионата СССР «Крылья Советов» (1944—1948) и «Торпедо» (1949—1952).
В сезоне 1948/49 провёл 10 матчей, забросил 1 шайбу в чемпионате СССР по хоккею за «Крылья Советов».
Старший тренер «Авангарда» Тернополь (1961). Более 30 лет тренировал школу и клуб московского «Торпедо».
Брат Пётр (1924—1997) также спортсмен.
Похоронен на Введенском кладбище (28 уч.).